# 在ポーランド日本国大使館
在ポーランド日本国大使館（ざいポーランドにほんこくたいしかん、ポーランド語: Ambasada Japonii w Polsce、英語: Embassy of Japan in Poland）は、ポーランドに在する日本大使館。外務省の特別の機関。

## 沿革
- 1941年10月4日、日本政府が大使館の閉鎖を発表[1]。
- 1957年2月8日、両国の外交関係が再開される[1]。